# Rachel Daly
Rachel Daly (Harrogate, 1991. december 6. –) angol női válogatott labdarúgó. Az NWSL-ben érdekelt Houston Dash támadója.

## Pályafutása
A Leeds United csapatánál kezdte a labdarúgást. 2011-ben a Lincoln Ladieshez távozott, ahol 24 alkalommal lépett pályára a FA Women’s Premier League-ben.
Tanulmányait az New York-i St. John's Egyetemen folytatta, így 2012-ben az Egyesült Államokba tette át székhelyét. A St. John's Red Storm csapatánál eltöltött három szezonjában 60 meccsen 50 találatot és 61 asszisztot ért el, mellyel az intézmény gól- és pontrekorderévé vált. Második évében elért 23 góljával pedig szezonrekordot állított fel. Az egyetemi bajnoksággal párhuzamosan részt vett a USL W-League küzdelmeiben. A Los Angeles Blues színeiben 2014-ben bajnoki címet szerzett.
Egyetemi évei után a 2016-os NWSL drafton az első angol női labdarúgóként a hatodik helyről választotta ki a Houston Dash gárdája.
2020. szeptember 3-án az angol bajnokságban szereplő West Ham United ajánlott számára kölcsönszerződést.

### A válogatottban
2016. június 4-én góllal debütált a Szerbia elleni 2017-es Eb-selejtező mérkőzésen.

## Sikerei

### Klubcsapatokban
Angol ligakupa-győztes (1):
- Leeds United (1): 2009–10[6][7]

 USL W-League bajnok (1):
- Los Angeles Blues (1): 2014

 NWSL Challenge Cup győztes (1):
- Houston Dash (1): 2020[8]

### A válogatottban
Anglia
- SheBelieves-kupa győztes (1): 2019[9]

## Statisztikái

### A válogatottban
2021. április 13-al bezárólag
| Válogatott | Szezon   | Mérk. | Gól |
| ---------- | -------- | ----- | --- |
| Anglia     |          |       |     |
| 2016       | 2        | 0     |     |
| 2017       | 5        | 1     |     |
| 2018       | 6        | 1     |     |
| 2019       | 20       | 1     |     |
| 2020       | 2        | 0     |     |
| 2021       | 3        | 1     |     |
| Összesen   | Összesen | 38    | 4   |

| Anglia színeiben szerzett góljai | Anglia színeiben szerzett góljai | Anglia színeiben szerzett góljai    | Anglia színeiben szerzett góljai | Anglia színeiben szerzett góljai | Anglia színeiben szerzett góljai | Anglia színeiben szerzett góljai | Anglia színeiben szerzett góljai |
| -------------------------------- | -------------------------------- | ----------------------------------- | -------------------------------- | -------------------------------- | -------------------------------- | -------------------------------- | -------------------------------- |
|                                  |                                  |                                     |                                  |                                  |                                  |                                  |                                  |
| Gól                              | Dátum                            | Helyszín                            | Ellenfél                         | Találat                          | Eredmény                         | Esemény                          | Forrás                           |
| 1                                | 2016. június 4.                  | Adams Park, High Wycombe            | Szerbia                          | 3–0                              | 7–0                              | 2017-es Eb-selejtező             | [ 10 ]                           |
| 2                                | 2018. szeptember 4.              | Központi stadion, Pavlodar          | Kazahsztán                       | 2–0                              | 6–0                              | 2019-es vb-selejtező             | [ 11 ]                           |
| 3                                | 2018. november 8.                | BSFZ-Arena, Maria Enzersdorf        | Ausztria                         | 3–0                              | 3–0                              | Barátságos mérkőzés              | [ 12 ]                           |
| 4                                | 2021. február 23.                | St George's Park, Burton upon Trent | Észak-Írország                   | 5–0                              | 6–0                              | Barátságos mérkőzés              | [ 13 ]                           |